# Titularbistum Mariamme
Mariamme ist ein Titularbistum der römisch-katholischen Kirche. Es steht in der Tradition eines ehemaligen Bistums in der antiken Stadt Mariamme in der römischen Provinz Syria Coele bzw. Syria salutaris in Westsyrien. Es war ein Suffraganbistum der Metropolitansitzes Apamea in Syrien.
| Titularbischöfe von Mariamme       | |                                                             |                   |
| Name                               | Amt | von                                                         | bis               |
| Denys                              | |                                                             | † 1450            |
| Durand Sapelli                     | | 6. November 1450                                            |                   |
| Martín Rucker Sotomayor            | Apostolischer Administrator von Chillán (Chile), 1925 bis 1935 Bischof von Chillán                                                                                      | 16. März 1923 (Ernennung)/25. Juli 1923 (Ordination)        | 14. Dezember 1925 |
| Denis Joseph O’Connell             | 1907 bis 1912 Titularbischof von Sebaste in Phrygia, 1912 bis 1926 Bischof von Richmond (USA), resignierte das Amt, Titularerzbischof von Mariamme (persönlicher Titel) | 15. Januar 1926 (Ernennung)                                 | † 1. Januar 1927  |
| Franciszek Lisowski                | Weihbischof in Lemberg (Ukraine), 1933 zum Bischof von Tarnów (Polen) ernannt                                                                                           | 20. Juli 1928 (Ernennung)/7. Oktober 1928 (Ordination)      | 27. Januar 1933   |
| Józef Gawlina                      | Militärbischof der Polnischen Streitkräfte (Polen), 1952 zum Titularerzbischof von Madytus ernannt                                                                      | 15. Februar 1933 (Ernennung)/19. März 1933 (Ordination)     | 29. November 1952 |
| Georges Désiré Raeymaeckers OPraem | Apostolischer Vikar von Buta (Demokratische Republik Kongo), 1959 zum Bischof von Buta ernannt                                                                          | 4. Februar 1953 (Ernennung)/26. Mai 1956 (Ordination)       | 10. November 1959 |
| Ceslao Sipovic MIC                 | Generalsuperior der Marianer (Italien) | 2. Juli 1960 (Ernennung)/4. August 1960 (Ordination)        | † 4. Oktober 1981 |
| Uladsimir Tarassewitsch OSB        | Apostolischer Visitator für die Unierten Katholiken in Weißrussland | 1. Juli 1983 (Ernennung)/8. September 1983 (Ordination)     | † 2. Januar 1986  |
| Claudiu-Lucian Pop                 | Kurienbischof im Großerzbistum Făgăraș und Alba Iulia (Rumänien), 2021 zum Bischof der Eparchie Cluj-Gherla (Rumänien) ernannt                                          | 21. November 2011 (Ernennung)/8. Dezember 2011 (Ordination) | 14. April 2021    |